# Villach
Villach er den næststørste by i delstaten Kärnten i det sydlige Østrig. Den ligger ved Drau-floden og er et vigtigt trafikknudepunkt for Østrig og den sydlige alperegion.

## Historie
De ældste fund af spor efter mennesker omkring Villach stammer fra yngre stenalder. Der er gjort mange fund fra romertiden (fra 15 f.Kr), særligt ved termalkilderne i den sydlige bydel Warmbad. Omkring år 600 indvandrede slaviske stammer, og den senantikke civilisation ophørte med at eksistere.
Omkring 740 kom Karantanien (som var det oprindelige navn for Kärnten) under Hertugdømmet Bayerns herredømme. Navnet Villach nævnes første gang formelt i et dokument fra 878.
1007 til 1759 var Villach i ærkebispedømmet Bambergs besiddelse. I 1060 fik Villach markedsrettigheder, og derefter voksede den til bystørrelse. Man ved, at den har haft bystatus mindst siden 1240. Den 25. januar 1348 og 4. december 1690 fik byen store jordskælvsskader. Efter at reformationen gjorde sit indtog omkring 1526, blev Villach centrum for Kärntens protestantisme. Under modreformationen omkring 1600 udvandrede mange protestanter, hvilket førte til en økonomisk tilbagegang for byen.
I 1759 blev Villach sammen med de øvrige bambergske besiddelser i Kärnten købt af Maria Theresia.
Under napoleonstiden (1809-1813) var Villach kredsby i den franske illyriske provins. Byen blev tilbageerobret af Østrig i 1813.
Under 2. verdenskrig gennemførte de allierede 37 luftangreb på Villach. Cirka 42.500 bomber beskadigede 85 % af byens bygninger. Efter Wiener Neustadt var Villach den mest beskadigede i Østrig.

## Geografi
Beliggenhed
Byen ligger i den vestlige del af Klagenfurter-bækkenet, hvor floderne Drau og Gail flyder sammen 11 km nord for den slovenske grænse. Syd for Villach udgår Karawankentunnel, der forbinder Østrig og Slovenien. Byen er omkranset af forholdsvis lave bjerge (under 800 m.o.h). Undtaget er dog bjerget Dobratsch (2.166 m.o.h) i Villacher Alpe 13 km vest for Villach.
Flere søer støder op Villach-området, hvoraf de største er Ossiacher See og Faaker See.
Bystruktur
Villach er en blandt Østrigs 15 statutarbyer. Byen har haft egen bystatut siden 1932. Udover selve byen Villach hører følgende landsbyer og bydele til Villach (betegnes under ét Villach-Land):
Bogenfeld, Dobrova, Drautschen, Drobollach am Faaker See, Duel, Egg am Faaker See, Goritschach, Graschitz, Gratschach, Greuth, Gritschach, Großsattel, Großvassach, Heiligen Gestade, Heiligengeist, Kleinsattel, Kleinvassach, Kratschach, Kumitz, Landskron, Maria Gail, Mittewald ober dem Faaker See, Mittewald ob Villach, Neufellach, Neulandskron, Obere Fellach, Oberfederaun, Oberschütt, Oberwollanig, Pogöriach, Prossowitsch, Rennstein, Serai, St. Andrä, St. Georgen, St. Leonhard, St. Magdalen, St. Michael, St. Niklas an der Drau, St. Ruprecht, St. Ulrich, Tschinowitsch, Turdanitsch, Untere Fellach, Unterfederaun, Unterschütt, Unterwollanig, Urlaken, Villach-Auen, Villach-Innere Stadt, Villach-Lind, Villach-Seebach-Wasenboden, Villach-St. Agathen und Perau, Villach-St. Martin, Villach-Völkendorf, Villach-Warmbad-Judendorf, Zauchen.

## Befolkning
Pr. 1. januar 2007 er der 58.480 indbyggere i byen Villach (i hele Villach-Land er indbyggertallet 64.807). Indbyggertallet er stigende, således er det vokset 11 % siden 1981. 11,3 % af indbyggerne er udlændige, og 70 % af disse kommer fra ikke-EU-lande. 20 % af byens befolkning er under 20 år, 62 % er i aldergruppen 20-64, mens 18 % er 65 år og derover.
Religion
Ved folketællingen i 2001 fordelte indbyggernes trosretning sig således:
| Romerskkatolsk     | 63,3 % |
| Protestantisk      | 15,7 % |
| Islam              | 3,4 %  |
| Ortodoks           | 1,8 %  |
| Andre kristne      | 1,3 %  |
| Jødedom            | 0,02 % |
| Andre ikke-kristne | 0,2 %  |
| Uden trosretning   | 13,3 % |
| Ikke oplyst        | 0,9 %  |

Det historisk betingede tilhørsforhold til den protestantiske kirke ses således tydeligt, idet tilhørsforholdet til trosretningen i hele Østrig blot er 4,7 %.

## Politik
Kommunalbestyrelsen består af 45 medlemmer, der vælges for en 6-årig periode. Borgmesteren vælges separat.
Selve byen Villach styres af et Stadtsenat, der består af 7 medlemmer, der samtidig er medlem af byrådet. Borgmester er Helmut Manzenreiter (SPÖ).
Det nuværende byvåben stammer fra omkring 1270, men er med tiden blevet mere og mere stiliseret, og detaljerne er blevet udeladt. Det forestiller en firekloet ørnefod stående på en klippe. Fod, ben og klippe er sorte, og baggrunden er gul.